# كوتوبيا
كوتوبيا هي مؤسسة اجتماعية تهدف لنشر ثقافة المسؤولية الاجتماعية UAE-CSR والتشجيع على ممارستها في دولة الإمارات العربية المتحدة.
أسسها يوسف أحمد العبيدلي سنة 2010 رغبة في نشر ثقافة المسؤولية الاجتماعية عن طريق إبراز مبادرات المسؤولية الاجتماعية في المجتمع الإماراتي والتشجيع على ممارستها.
أصبحت المسؤولية الاجتماعية إحدى أبرز الاتجاهات في عصرنا الحالي، فجعلت المؤسسة رؤيتها على العمل بجد لتحقيق المسؤولية الاجتماعية التي تتمثل في أن تكون دولة الإمارات الأولى في هذا المجال، حيث تتحقق هذه الرؤية من خلال توعية الشركات بأهمية التزامها بمعايير التنمية المستدامة وإبراز ضرورة التزام الشركات والمؤسسات والأفراد اتجاه المجتمع.

## فوائد تطبيق المسؤولية الاجتماعية للشركات
- الحفاظ على البيئة
- تعزيز انتماء الموظف للشركة.
- بناء سمعة أفضل لدى الآخرين.
- زيادة الإنتاج وتحقيق أرباح أعلى.
- بناء وتطوير علاقات أفضل مع الحكومة.
- دعم الاقتصاد الوطني من خلال المشاركة في التنمية المستدامة.

## خدمات مؤسسة كوتوبيا للمسؤولية الاجتماعية
- تقديم استشارات المسؤولية الاجتماعية من خلال رسم الخطط ووضع استراتيجيات للعمل وفق مفهوم التنمية المستدامة.
- إعداد وتنفيذ مبادرات المسؤولية الاجتماعية.
- تأسيس وإدارة أقسام المسؤولية الاجتماعية.
- إعداد وتنفيذ برامج مسؤولية اجتماعية شخصية للمشاهير والنجوم (PSR).
- تقديم برامج توعوية تشمل محاضرات لنشر ثقافة المسؤولية الاجتماعية.
- تنظيم مؤتمرات وورش عمل المسؤولية الاجتماعية.